# Гаджидадаев, Ибрагим Шамилович
Ибраги́м Шами́лович Гаджидада́ев, он же Ибрахим Гимринский (2 января 1974 года, Гимры, Унцукульский район, ДАССР, РСФСР, СССР — 21 марта 2013 года, Семендер) — один из лидеров Джамаат «шариат» после смерти Умалата Магомедова. Двукратный чемпион Европы и чемпион мира по ушу-саньда.

## Биография
Как писал «Русский Newsweek», отец Гаджидадаева был директором школы, один его дядя был мэром города Буйнакска, другой — историком Тренировался ушу у Х. Туралова.
С 2005 года находился в федеральном розыске за участие в незаконных вооруженных формированиях.
Лидер «Гимринского джамаата» действовавшего в Унцукульском районе Дагестана. Помимо этого правоохранительные органы республики утверждают, что И. Гаджидадаев «обложил данью многих дагестанских бизнесменов».
В феврале 2010 года был назначен Докой Умаровым командующим т. н. «дагестанским фронтом».
В 2007 году застрелил депутата республиканского парламента Газимагомеда Магомедова. В 2009 году Ибрагим Гаджидадаев взял на себя ответственность за убийство министра внутренних дел Дагестана Адильгерея Магомедтагирова. Один из организаторов взрывов в московском метро осуществленных в 2010 году.
Причастен к совершению посягательства на жизнь начальника УВД по городу Махачкале Ахмеда Магомедова в феврале 2010 года, а также убийству начальника управления информационной политики и пресс-службы Президента Республики Дагестан Гаруна Курбанова в июле 2011 года.

## Сообщения о смерти
В прессе появлялась информация, что Ибрагим Гаджидадаев погиб в ходе штурма дома в Махачкале 12 сентября 2010 года, но МВД Дагестана не подтвердило эту информацию.
21 марта 2013 года появились сведения, что Гаджидадаев был ликвидирован при штурме бункера в частном доме в поселке Семендер в Дагестане. Однако, спустя несколько дней, Джамаат шариат опроверг информацию ФСБ о его гибели, заявив, что Гаджидадаев и ещё несколько человек ушли из окружения в посёлке Семендер, воспользовавшись ответвлением в оросительный канал, снарядив себя аквалангами. Боевые действия продолжались трое суток, было уничтожено пять участников бандформирований, среди которых оказался бандит Магомедхабиб Магомедалиев, в операции погибли два спецназовца, а ещё шесть получили ранения.
В апреле снова появилась информация, что среди убитых был Ибрагим Гаджидадаев, по другим данным среди убитых родной брат лидера Гимринской группировки. Официально устранение Ибрагима Гаджидадаева не подтверждено, так как генетическая экспертиза останков уничтоженных боевиков, ещё не закончена. После окончания генетической экспертизы, когда был взят за основу биоматериал, ранее полученный у родственников участников бандгруппы, состоящей из уроженцев селения Гимры Унцукульского района Дагестана, было установлено, что одним из погибших является Ибрагим Гаджидадаев.